# Schmiede

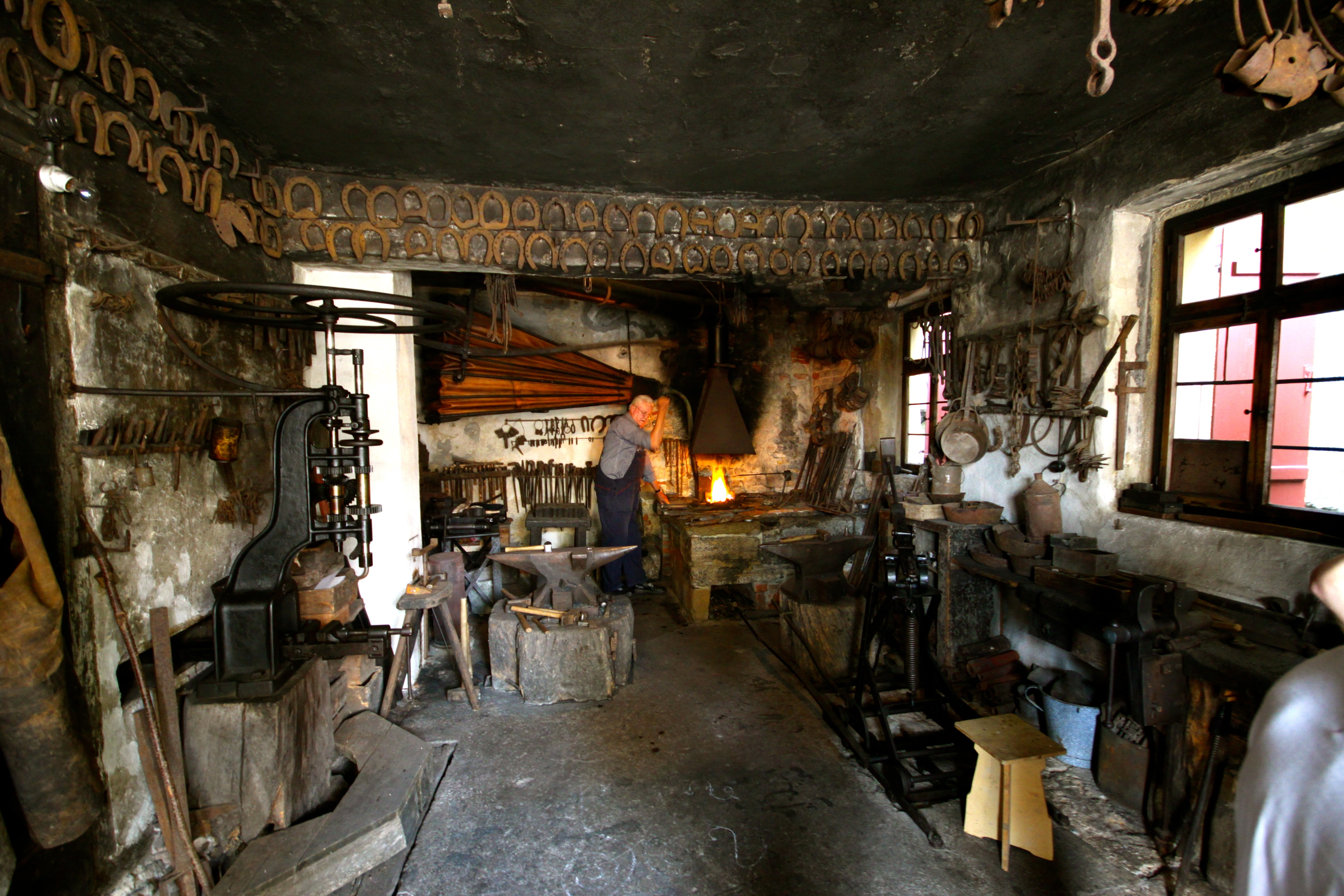
Löchnersche Schmiede in Langenburg

Als Schmiede bezeichnet man die Werkstatt eines Schmieds, in der schmiedbare Metalle durch Kalt- oder Warmverformung in Form, Gefügestruktur und Oberfläche verändert werden.

## Die klassische handwerkliche Schmiede

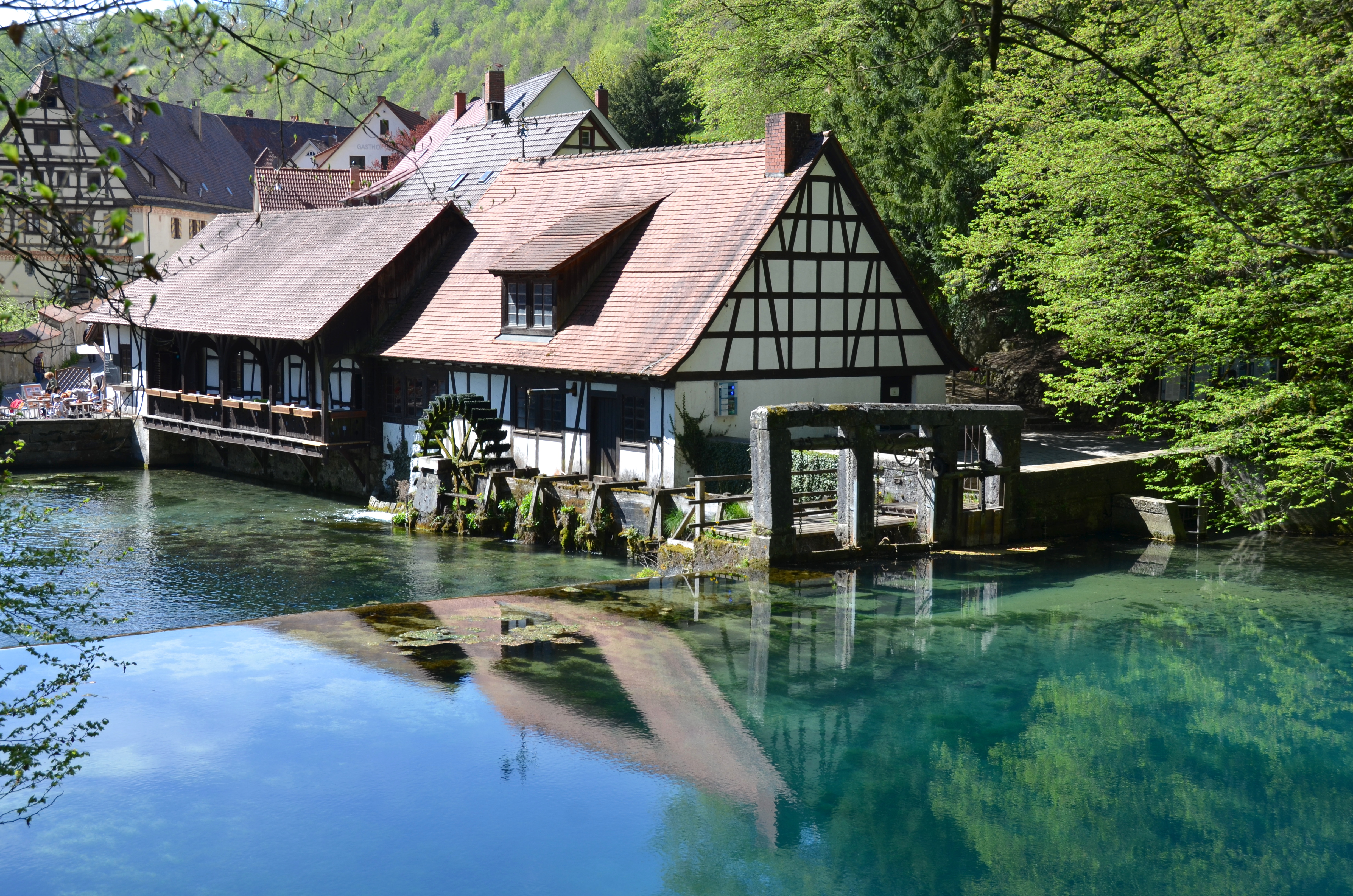
Historische Hammerschmiede (Museum) in Blaubeuren

Die klassische handwerkliche Schmiede, wie sie früher in fast jedem Dorf anzutreffen war, ist mittlerweile fast völlig verschwunden. Sofern das Dorf über keine eigene Schmiede verfügte (in Angerdörfern bevorzugt auf dem Dorfanger neben dem Dorfteich, wegen der Brandgefahr), wurden die Schmiedearbeiten von durchreisenden Laufschmieden erledigt, einer Art Vorläufer der Feldschmiede. Wichtigster Einrichtungsteil war die Esse, in der die glühende Schmiedekohle (Esskohle, eine hochwertige Steinkohle) zur Erwärmung des Werkstücks mit Hilfe eines Blasebalgs auf maximale Temperaturen von ca. 1250 °C gebracht wurde. In manchen neueren Schmieden wird die Esse auch mit Koks betrieben. Oberhalb der Feuerstelle befindet sich der Rauchfang, der als Abzug für Rauch und Funken dient. Eigenschaftsänderungen (Gefüge, Härte, Zähigkeit) in Werkstücken aus Stahl werden nach dem Schmieden in Öl, seltener in Wasser, durch Abschrecken in den dafür vorgesehenen Härtebecken und anschließendes Anlassen durchgeführt. Hierbei werden an zuvor blank geschliffenen Stellen die sogenannten Anlassfarben sichtbar, anhand derer ein erfahrener Schmied die Anlasstemperatur abschätzt. Diese kann ein Hinweis sein auf die erzielte Härte und Zähigkeit.
Die Werkstückoberfläche kann mit Schlichthämmern geschlichtet oder mit strukturierten Gesenken gestaltet werden.
Zur Formgebung des Werkstücks stehen in der Schmiede zahlreiche Werkzeuge zur Verfügung, die z. T. durch den Schmied selbst angefertigt wurden. Dabei nimmt der Amboss eine zentrale Bedeutung ein.

## Produkte
- Hufeisen oder Kuheisen siehe Hufschmied
- Pflugschar
- Radreifen
- Nägel siehe Nagelschmied
- Waffen siehe Waffenschmied
- Messer siehe Messerschmied

## Zubehör einer Schmiede

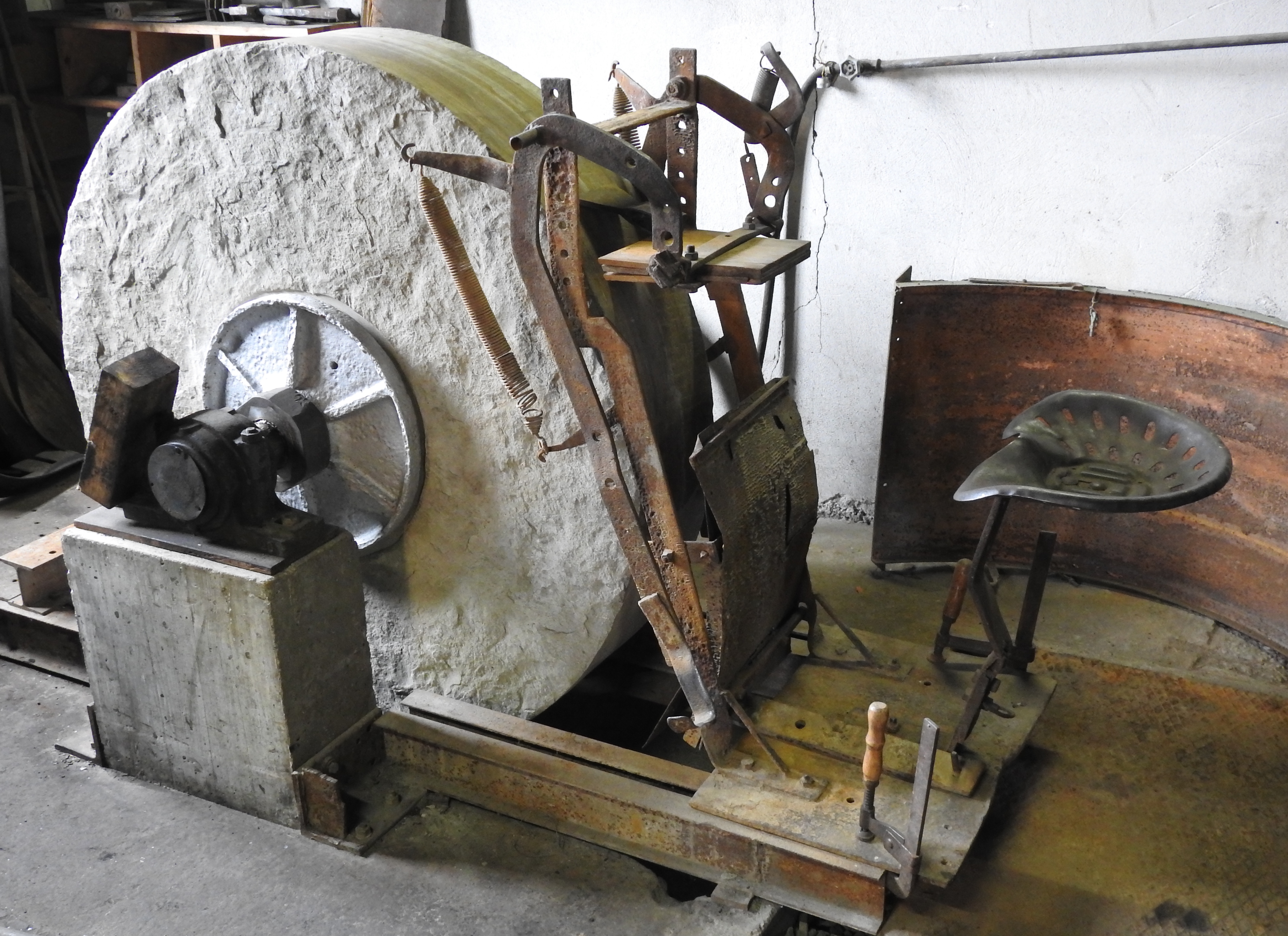
Grosser Schleifstein im Toggenburger Schmiede- und Werkzeugmuseum Bazenheid

Weitere Werkzeuge sind:
- Zangen
- Schmiedehammer
- Vorschlaghammer
- Lufthammer
- Fallhammer
- Federfallhammer
- Schwanzhammer
- Gesenke
- Richtplatte
- Schleifstein
- Schraubstock
- Stauch- und Lochplatten
- Ringhorn
- Spaltkeile
- Façon-Eisen

## Moderne handwerkliche Schmiede

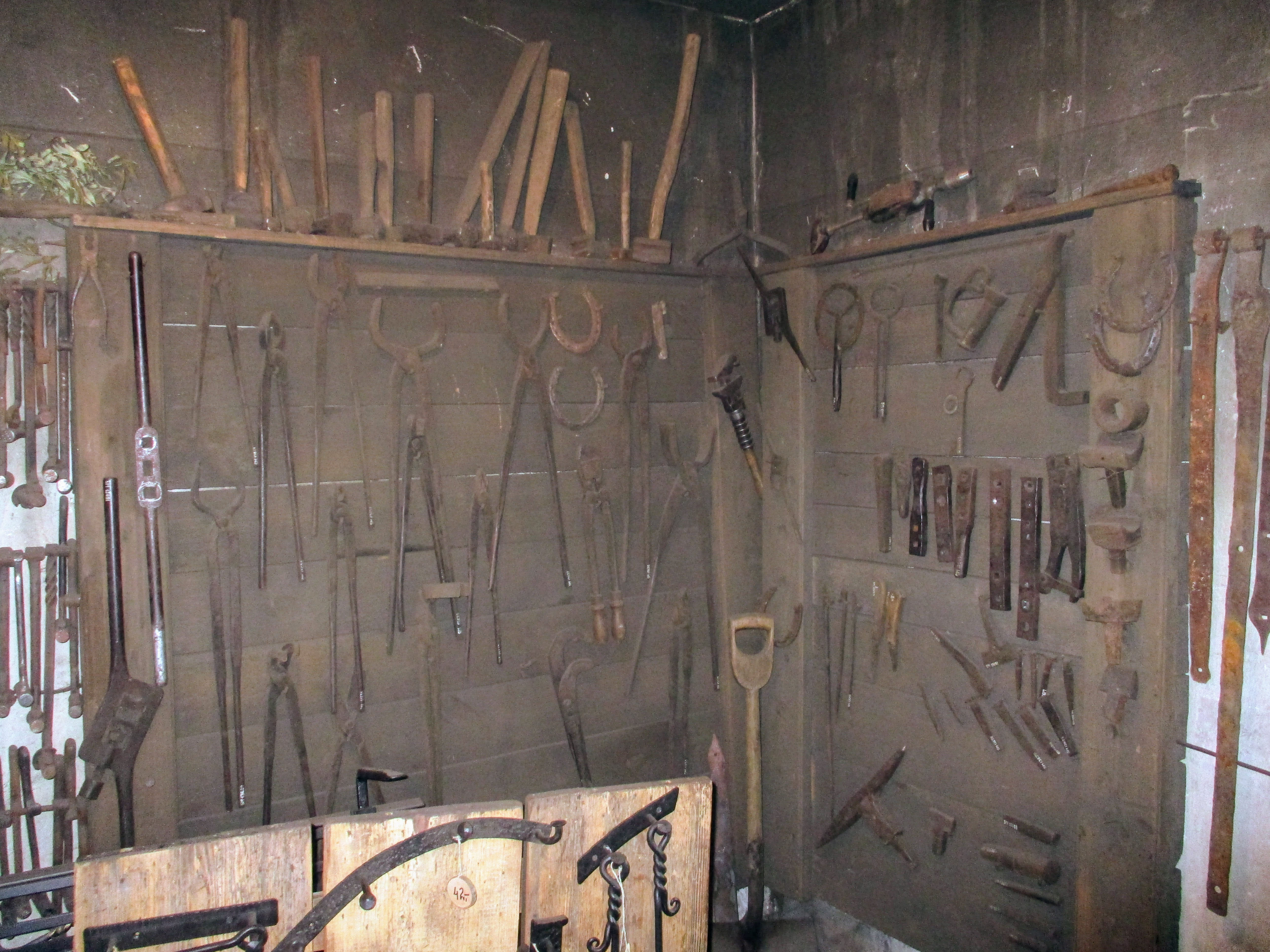
Traditionelle Schmiedewerkzeuge

Die handwerkliche Schmiede dient heute häufig als Kunstschmiede zur Metallgestaltung, als Messer- und Werkzeugschmiede oder als Hufschmiede. In ihrer Funktion gleicht sie der früheren Dorfschmiede, die in den meisten Fällen ein breites Arbeitsspektrum vom Hufschmied bis zum Wagenschmied/Stellmacher hatte. Die Esse ist heute nicht selten ein propanbetriebenes Feuer mit Vulkanstein oder Keramik-Chips als Wärmespeicher. Dagegen gibt es aber nach wie vor Schmiede, die auf herkömmliche Weise mit Luftgebläse und Schmiedekohle arbeiten, weil der Betrieb einer Gasesse kostenintensiver ist.
In mit Schmiedekohle betriebenen Essen kann es ebenso wie in Gasessen zu einer geringfügigen Aufkohlung des Werkstücks beim Aufheizen auf hohe Temperaturen kommen. Das ist bei bestimmten Arbeiten mit Stahl durchaus erwünscht, allerdings können Werkstücke aus Eisen dadurch eine erhöhte Korrosionsanfälligkeit zeigen.
An vielen mittelalterlichen Schmiedearbeiten ist die Hammer-Führung immer noch gut erkennbar. Der Werkstoff für solche Arbeiten war dann kein Stahl, sondern im Rennofen (Luppe) erzeugtes, relativ reines Eisen (Weicheisen) oder ab dem ausgehenden 18. Jahrhundert aus Puddeleisen. Dazu wurden die fertigen Arbeiten durch den Schmied auf seiner Esse mit Leinöl eingebrannt, wodurch ein gewisser Korrosionsschutz erzielt werden konnte. Außerdem wurden Rostschutzanstriche mit leicht toxischer Bleimennige verwendet, die den heutigen Schutzanstrichen in Bezug zur Langzeitwirkung teilweise überlegen waren.   
Der Begriff „Puddeln“ beschreibt dabei den Prozess des manuellen „Herausrührens“ von Kohlenstoff und Schlacke aus dem im Ofen befindlichen weißglühend-flüssigen, aber durch die Abkühlung zunehmend teigiger werdenden Eisens, indem Luft in die Schmelze gebracht wurde. Infolge des händischen Prozesses entsteht kein vollkommen homogenes Material, vielmehr enthält Puddeleisen immer noch Schlackenanteile, die sich später in der Verarbeitung in einer Strähnigkeit und Zeiligkeit des Materials zeigen können.
Ein mechanisch betriebener Schmiedehammer, wie Lufthammer oder Federhammer verringert den Anteil körperlicher Schmiedearbeit. Klassische Handschmiedetechniken wie Feuerschweißen (dem bis Ausgang des 19. Jahrhunderts einzig möglichen Schweißverfahren), Spalten oder Lochen des Werkstücks werden heute oft mit Elektrogeräten wie Schweißgerät oder Stanzen, ausgeführt – kommen aber nach wie vor gerade in Bezug zur Gestaltung des Werkstücks oder dessen Festigkeit zum Einsatz.

## Feldschmiede

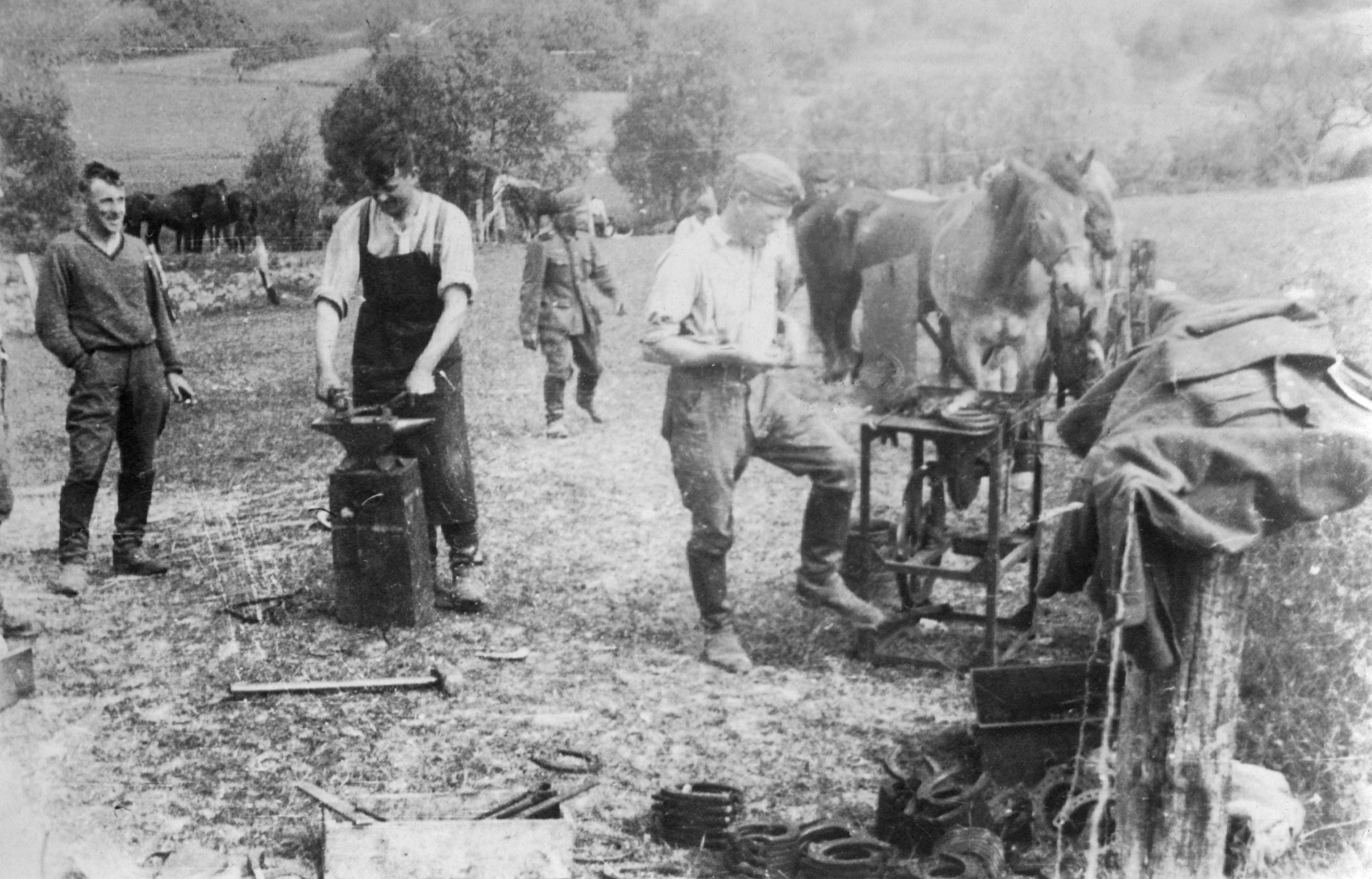
Feldschmiede der Wehrmacht (1941)

Die mobile Form der Schmiede ist die Feldschmiede. Es handelt sich dabei um eine kleine Esse auf einem fahr- oder tragbaren Untergestell, einen kleinen Amboss und wenige ausgewählte Werkzeuge. Der Begriff stammt aus der Zeit, als auf Schlachtfeldern noch Schmiede für die Reparatur von Waffen und Gerätschaften, oft im Zusammenhang mit Wagen und Zugtieren, gebraucht wurden. Die Feldschmiede wird heute meist durch eine mobile, gasbeheizte Schmiedeesse ersetzt, beispielsweise bei Reitsportveranstaltungen, wenn die Anwesenheit eines Hufschmieds Pflicht ist.

## Die industrielle Großschmiede

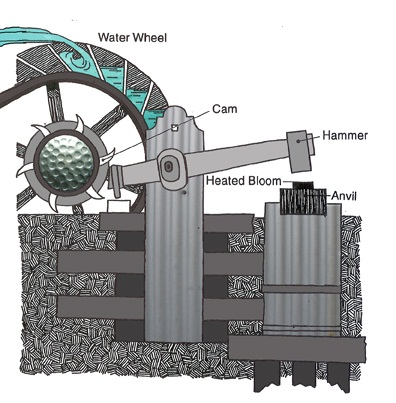
Hammerwerk

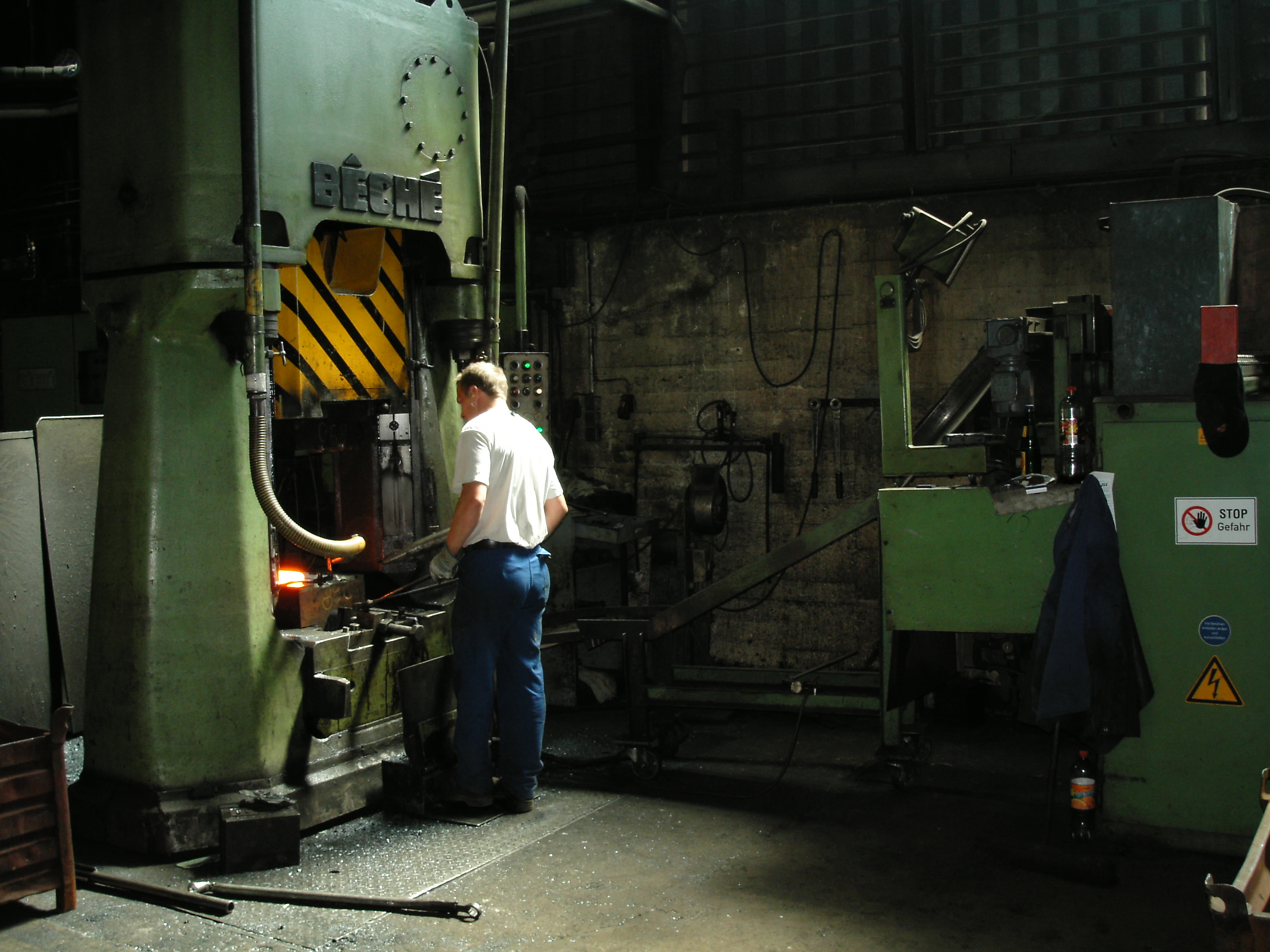
Gesenkschmiedehammer in einer industriellen Gesenkschmiede

In einer industriellen Großschmiede bzw. Gesenkschmiede werden die Werkstücke in Großöfen, heute meist induktiv oder mit Gasfeuerung, erwärmt und mit hydraulisch oder pneumatisch angetriebenen Hämmern oder mit mechanischen oder hydraulischen Pressen umgeformt. Der Transport der Werkstücke in der Schmiedehalle kann bei sehr großen Werkstücken mit Kränen erfolgen, üblicherweise über Transportbänder.
Vorläufer der industriellen Schmieden zu Beginn der Industrialisierung waren die Hammerwerke (Eisenhammer oder Kupferhammer), die, an Wasserläufen gelegen, Wasserkraft zum Antrieb von Fallhämmern nutzten.
Die Bearbeitung großer Stücke beim Freiformschmieden erfolgt meistens durch Umformung des Werkstücks in mehreren Erwärmungsschritten („aus mehreren Hitzen“), weil eine einzige Erwärmung nicht für die vollständige Formänderung ausreicht. Anschließend werden die Schmiedestücke zum Beispiel vergütet, das heißt einer Wärmebehandlung unterzogen, um die gewünschten mechanischen Eigenschaften bezüglich Härte, Festigkeit und Zähigkeit zu erreichen.
Große Freiformschmiedestücke können mehrere hundert Tonnen wiegen, beispielsweise Turbinen- oder Generator-Wellen und Reaktorgefäße für Kraftwerke oder auch Kurbelwellen für Schiffsmotoren.

## Sonstiges
In der griechischen Mythologie ist Hephaistos der Schmiedegott und steht für die magische Bedeutung des Schmieds.
Die Legende Pythagoras in der Schmiede erzählt, wie der antike griechische Philosoph Pythagoras von Samos beim Besuch einer Schmiede mit Hilfe der verschiedenen Tonhöhen der Schmiedehämmer angeblich die theoretische Grundlage der Musik gefunden haben soll.